# Prawo ubogich
Ten artykuł należy dopracować:

przedstawiono sytuację tylko z polskiej perspektywy – artykuł powinien być przekrojowy.
Pomóż go poprawić. 
Prawo ubogich – pojęcie używane w języku prawniczym na określenie gwarancji (ze strony państwa) świadczeń umożliwiających dostęp do pomocy prawnej dla osób niezamożnych. Konieczność zapewnienia tych świadczeń wynika zarówno z zobowiązań międzynarodowych, w tym z obowiązku zagwarantowania prawa do sądu, wynikającego z art. 6 ust. 3 pkt c Konwencji o ochronie praw człowieka i podstawowych wolności, potwierdzonego w art. 47 Karty praw podstawowych Unii Europejskiej oraz ze standardów wyznaczonych przez Konstytucję Rzeczypospolitej Polskiej.
Według obowiązujących przepisów (cywilnych, karnych i administracyjnych) funkcjonuje instytucja nieodpłatnej pomocy prawnej w procesie sądowym, określana jako pomoc prawna z urzędu, polegająca na możliwości ustanowienia (na wniosek) przez sąd pełnomocnika (obrońcę) z urzędu dla strony czy oskarżonego, którzy nie dysponują środkami finansowymi na opłacenie zastępstwa prawnego (np. w myśl art. 117 kodeksu postępowania cywilnego strona zwolniona przez sąd od kosztów w całości lub części ma prawo zgłosić wniosek o ustanowienie dla niej adwokata lub radcy prawnego).
Uregulowano także kwestię pozaprocesowej pomocy prawnej świadczonej osobom najuboższym (w formie porad prawnych, opinii, pisania pism i innych). Ujęto w odpowiednie ramy organizacyjne tego typu działalności. W ustawie poświęconej dostępowi do nieodpłatnej pomocy prawnej przyznawanej przez państwo osobom fizycznym przewiduje się m.in. udzielanie przez państwo nieodpłatnej pomocy prawnej w postaci podstawowej i kwalifikowanej pomocy prawnej wykonywanej przez osoby zatrudnione w Biurach Pomocy Prawnej.